# Exèrcit polonès

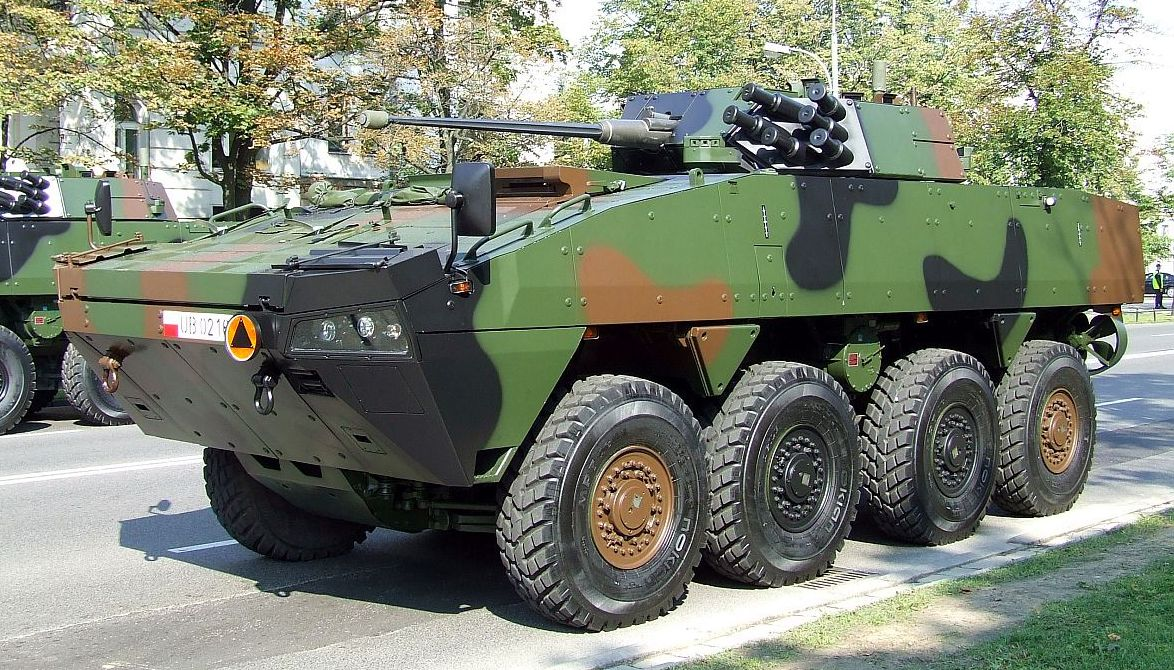
KTO Rosomak.

Les Forces Terrestres de la República de Polònia (en polonès Wojska Lądowe Rzeczypospolitej Polskiej) són la branca terrestre de les Forces armades de Polònia, el seu component humà avui en dia és totalment professional, i ha modernitzat els seus sistemes d'armes, municions, i el seu equipament. En els darrers anys ha adquirit una gran quantitat d'equipament de diversos models occidentals d'armament, avions, helicòpters, i d'altres recursos materials per modernitzar el seu arsenal. es va fer efectiva la seva adhesió a l'OTAN l'any 1999. L'Exèrcit de Polònia compta amb 100,000 soldats en actiu, moltes de les seves tropes formen part dels components militars de la Unió Europea i de l'OTAN, a diversos indrets del món, on es troben desplegades aquestes forces.

## Història

### Creació

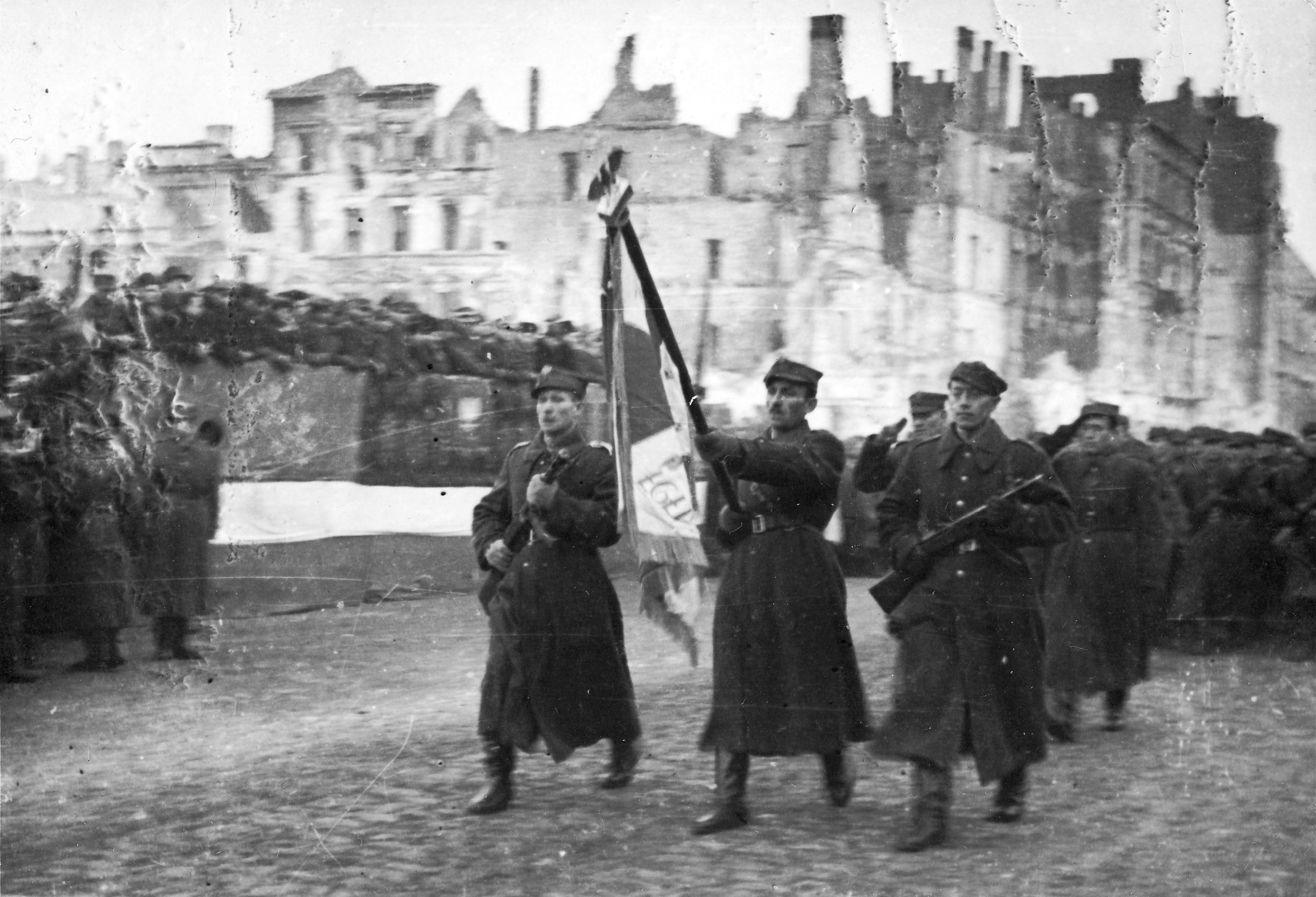
Any 1945, soldats polonesos desfilant a Varsòvia.

La història militar de Polònia es relaciona estretament amb la seva història com a nació i els seus conflictes relacionats, així per centenars d'anys de tradició als quals li deu la seva formació. En arribar la fi de la Segona Guerra Mundial, hi havia les Forces poloneses del front Occidental, les Forces poloneses del Front Oriental, i les Forces poloneses de l'interior (Armia Krajowa).
Tanmateix, les forces armades poloneses actuals tenen el seu origen en les forces que van lluitar al Front oriental al costat de les forces armades de la Unió Soviètica. Dos exèrcits polonesos, el Primer Exèrcit de Polònia, i el Segon Exèrcit de Polònia, van lluitar al costat de l'Exèrcit Roig al Front Oriental de la Unió Soviètica (1941-1945).
Després de la victòria aliada, aquestes forces poloneses lleials als comandaments soviètics, van reconstruir una nova força que després seria una part activa dins del Pacte de Varsòvia. Les tropes del recentment creat Exèrcit Popular de Polònia serien formades com a part del segon escut de defensa estratègica en cas d'un atac per part de l'OTAN des del comandament general de les Forces de l'OTAN en el continent europeu. Després de la fi de la Segona Guerra Mundial va tenir lloc a Polònia l'establiment de la República Popular de Polònia.

### En el comunisme
A mitjan any 1945, i després de la fi de la Segona Guerra Mundial, l'Exèrcit Popular de Polònia com a part d'una estratègia soviètica, es va dividir en sis (després en set) districtes. Aquests eren els de Varsòvia, amb la seva Caserna General a Varsòvia, Districte Militar de Lublin, amb la seva Caserna General en Lublin, el Districte Militar de Cracòvia, amb la seva Caserna General a Cracòvia, el Districte Militar de Lodz, amb la seva Caserna General en Lodz, el Districte Militar de Poznan, amb la seva Caserna General en Poznan, el Districte Militar de Pomerania, amb la seva Caserna General en Torun; i el Districte Militar de Silèsia, amb la seva Caserna General en Katowice, aquests van ser creats recentment en la tardor de 1945. En 1949 el seu nombre es va reduir a quatre districtes militars. Aquests serien el Districte Militar de Pomerania, amb la seva Caserna General en Bydgoszcz, el Districte Militar de Silèsia, amb la seva Caserna General en Wroclaw, el Districte Militar de Varsòvia, amb la seva Caserna General a Varsòvia, i el Districte Militar de Cracòvia; amb les seves Casernes Generals en Cracòvia. El novembre de 1953, el Districte Militar de Cracovia va ser dissolt i fins a 1992, Polònia es va dividir en tres Districtes. Un Front de Comando de les Forces militars de Polònia s'havia format en 1958, al seu torn que les tres Forces armades van aparèixer en 1955, el Primer Exèrcit Polonès, el Segon i el Quart Exèrcit, solament de mobilització; van tenir les seves Casernes principals en els seus propis districtes i solament fins que fossin desplegats al costat de les altres tres forces. La Caserna general de les Forces Militars de Polònia seria desactivat eventualment l'any de 1990, i l'esquema dels tres Exèrcits de Mobilització al seu torn va ser abandonat.

### Després del comunisme
Fins a la caiguda del comunisme en 1989, l'estament militar no era gaire popular entre els polonesos, a causa de la repressió exercida per part del govern comunista, que va fer servir a l'exèrcit per suprimir violentament les protestes de l'any 1956, les protestes de l'any 1970, i també les protestes en contra de la Llei marcial a Polònia, que van tenir lloc entre 1981 i 1982. Les tropes poloneses destacades a Silèsia, van prendre part en la repressió de la Primavera de Praga, que va tenir lloc l'any 1968 a Txecoslovàquia.
Els dos districtes fronterers amb Alemanya estaven formats cadascun per dues divisions l'any 1990, i van ser reordenats d'acord amb les doctrines defensives disposades pels seus militars en les acaballes dels noranta, i després que aquestes fossin novament revisades i adaptades a les necessitats actuals, ja que van ser elaborades per comandaments soviètics d'acord amb les seves pròpies doctrines defensives de l'època, agrupant en relacions 3:1 els materials, en formacions combinades de fusellers motoritzats; els regiments de tancs es van compondre per a una proporció de 2:2 entre les divisions de fusellers motoritzats al costat dels regiments de carros de combat. La tercera divisió a la zona aquest era controlada únicament per una divisió. La seva estructura estava donada per la 6a Divisió Aerotransportada i la 7a Brigada de Defensa Costanera, per mitjà de la Divisió de Desembarcament terrestre adjunta, possiblement amb la intenció de contenir un atac des de Dinamarca; donades les perilloses pretensions de l'aliança de l'OTAN, enfront de les quals el Pacte de Varsòvia considerava un possible pla per obrir el Mar Bàltic per a l'accés als seus bucs en tant que sigui possible al Mar del Nord i més enllà, segurament amb la finalitat de protegir els ports suecs i finlandesos d'una possible agressió. La seva força en la seva millor època estava composta de 205,000 homes dels quals 168,000 eren personal conscripto al servei militar obligatori per aquest llavors.

### Actualitat
Amb el final de la guerra freda i el seu conflicte ideològic, l'Exèrcit de Polònia es va reduir dràsticament i es va reorganitzar d'acord amb la nova situació del món. En 1992, el Districte Militar de Cracòvia seria reactivat. De nou divisions, el total planejat en el 2001; es va reduir finalment a quatre, més sis brigades de suport independents. Des de l'1 de gener de 1999, Polònia ha estat redividida en tan sols dos districtes militars. Aquests són el de Pomerania (en polonès Pomorski Okręg Wojskowy), amb les seves Casernes Gerals en Bydgoszcz i cobrint la part nord de Polònia; i el Districte Militar de Silesia (Śląski Okręg Wojskowy) amb les seves Casernes Generals en Breslau, cobrint la zona sud de Polònia. Així mateix al setembre 1 del 2011 La 1a Divisió Mecanitzada de Varsòvia seria dissolta.
Des dels anys 1950, les Forces Militars de Polònia han contribuït amb tropes als Cascos Blaus de les Nacions Unides, així com en les seves múltiples operacions. Una de les més recents missions assignades va ser l'encarregada en el contingent MINURCAT, en Txad i en la República Centreafricana, on Polònia ha enviat les seves tropes entre els anys 2007-2010. Al costat del contingent allà desplegat hi ha tropes de dos batallons de Reconeixement militar, una companyia de Gendarmeria de l'Exèrcit, un component de la 10a Brigada de Logística, i elements del 5è regiment d'Enginyers Militars, i tres helicòpters Mil Mi-8 assignats a les operacions d'aquestes forces.
Donat el curs de canvi en la seva política exterior, la seva aliança evident amb els Estats Units li ha valgut el fet que hagi de desplegar també de les seves tropes en els conflictes de l'Afganistan i l'Iraq, però donada la vocació pacifista de la seva gent i la seva missió; aquestes tropes tan sols compleixen missions de reconstrucció d'infraestructura i de suport a les tropes de la coalició internacional també allí desplegades, aquesta missió va ser retirada de les seves assignacions l'any 2008, però la missió a Afganistan encara avui dia roman en aquesta nació en el marc de la missió de pacificació assignada per l'ONU, i es planeja el seu retir fins a l'any 2013.

## Estructura

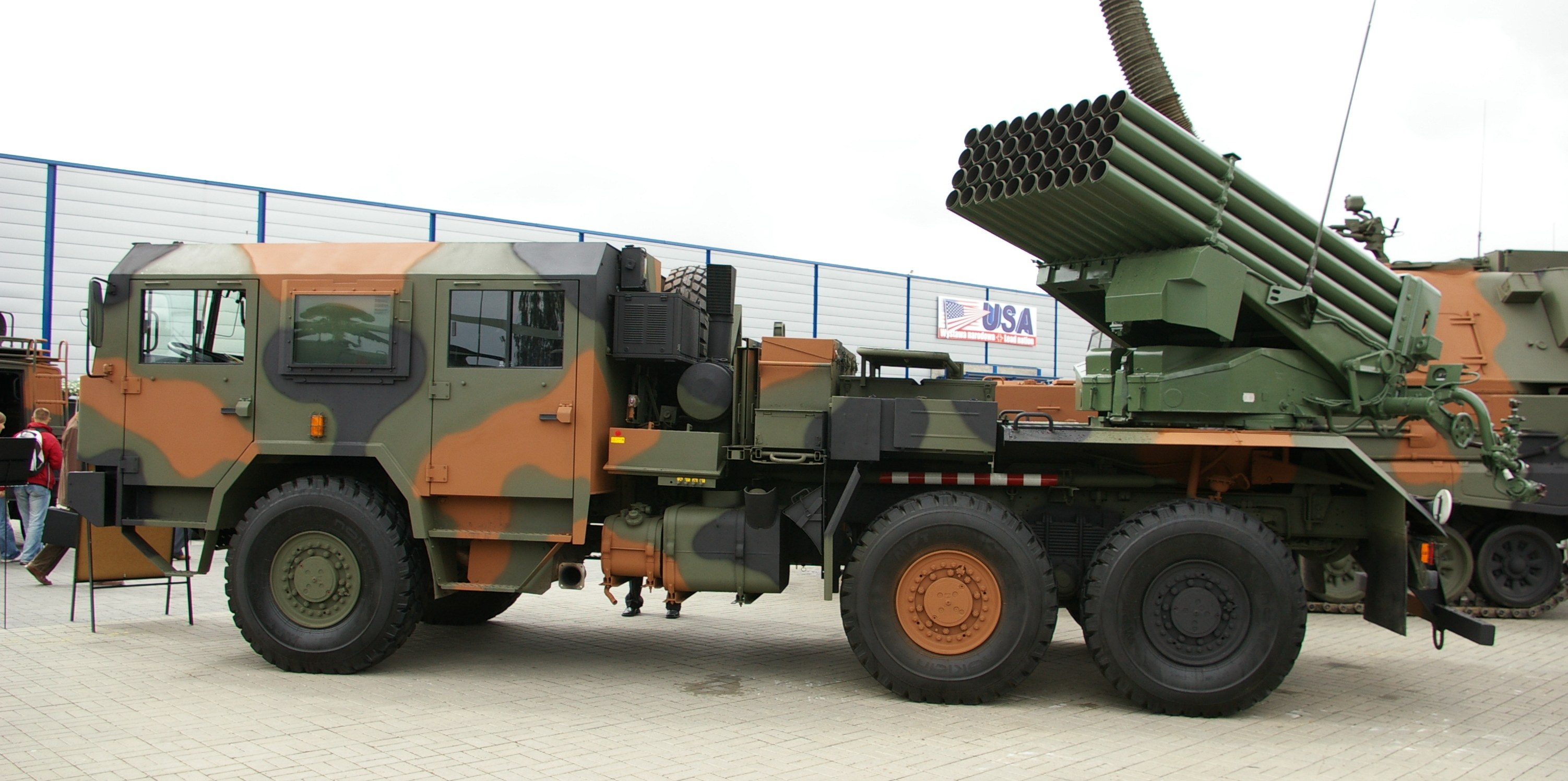
Vehicle llançacoets WR-40.

## Estructura[a]

### Unitats de comandament i Casernes generals
- Comandament i casernes centrals a les instal·lacions del 2n Cos Mecanitzat de Polònia 2.º Korpus Zmechanizowany.

#### Divisions
- 1a Divisió d'infanteria Tadeusz Kościuszko
  - 1a Brigada Mecanitzada (Varsòvia)
  - 3a Brigada Mecanitzada (Lublin)
  - 21a Brigada de Fusellers (Rzeszów)
- 11a Divisió de Cavalleria Blindada
  - 10a Brigada de Cavalleria Blindada (Świętoszów)
  - 11a Brigada Mecanitzada (Meuędzyrzecz)
  - 34a Brigada de Cavalleria Blindada (Żagań)
- 12a Divisió de Mitjans Mecanitzats "Szczecin" (Szczecin)
  - 2a Brigada de Legionaris (Brigada Mecanitzada) (Złocieniec-Budowo)
  - 7a Brigada de Defensa Costanera "Pomerania" (Słupsk)
  - 12a Brigada de Mitjans Mecanitzats (Szczecin)
- 16a Divisió Mecanitzada "Pomerania" (Elbląg)
  - 9a Brigada de Cavalleria Mecanitzada (Braniewo)
  - 15a Brigada de Mitjans Mecanitzats "Giżycka" (Giżycko)
  - 20a Brigada Mecanitzada "Bartoszycka" (Bartoszyce)

#### Brigades independents
- 6a Brigada Aerotransportada (Kraków)
- 25a Brigada de Cavalleria Aerotransportada (Tomaszów Mazowiecki)
- 1a Brigada d'Artilleria "Masuriana" (Węgorzewo)
- 23a Brigada d'Artilleria "Silesiana" (Bolsławiec)
- 1a Brigada d'Enginyers Militars "Brzeska" (Brzeg)
- 2a Brigada d'Enginyers Militars "Mazovian" (Kazuń Nowy)
- 18a Brigada de reconeixement (Białystok)

#### Brigades de combat
- Brigades mecanitzades i blindades (Wojska Pancerne i Zmechanizowane)
- Brigades de Míssils i Artilleria (Wojska Rakietowe i Artyleria)
- Brigades de Defensa Antiaèria (Wojska Obrony Przeciwlotniczej)
- Brigades Aerotransportades (Forces aerotransportades) (Wojska Aeromobilne)
- Brigades d'Enginyers Militars (Wojska Inżynieryjne)

#### Brigades de suport i combat
- Brigades de Reconeixement & Alerta primerenca (Rozpoznanie i Wczesne Ostrzeganie)
- Brigades de Senyals & Tecnologies de la Informació (Wojska Łączności i Informatyki)
- Brigades d'atenció i combat en entorns químics (Wojska Chemiczne)
- Brigades de Logística (Logistyka)

## Quadre de comandament de l'Exèrcit de Polònia

Quadre de comandament de les Forces Terrestres de l'Exèrcit de Polònia (clic per apropar).

## Equipament[c]
Les Forces Terrestres de Polònia operen avui dia blindats i molt material de guerra d'origen soviètic. Però donat el ràpid acostament a occident, se li ha permès una modernització i reducció en grandària de les seves unitats; la que fins avui dia se segueix duent a terme, reemplaçant els seus extensos arsenals Soviètics amb més modernes i eficients però poques peces d'armament occidental modern.
Les Forces Terrestres de Polònia disposen en els seus inventaris actuals d'almenys de 900 carros de combat; molts d'ells de manufactura local, i compostos principalment del PT-91 Twardy i del Leopard 2A4, alguns carros d'origen o manufacturats sota llicència soviètica dels models T-72M i T-72M1, que estan sent retirats del servei, i solament 379 que romandran en emmagatzematge fins al 2018 d'acord amb els plans oficials. En addició a això hi ha prop d'1,600 Vehicle de combat d'infanteria i prop de 150 helicòpters assignats al seu servei.

### Vehicles
| Tipus         | Classe                             | Foto | País           | En servei     | Notes |
| ------------- | ---------------------------------- | ---- | -------------- | ------------- | ----- |
| Leopard 2A4   | Carro de combat principal          |      | Alemanya       | 247 unitats   |       |
| PT-91 Twardy  | Carro de combat principal          |      | Polònia        | 232 unitats   |       |
| T-72M         | Carro de combat principal          |      | Unió Soviètica | 232 unitats   |       |
| BMP-1         | vehicle de combat d'infanteria     |      | Unió Soviètica | 1,306 unitats |       |
| KTO Rosomak   | Transport blindat de personal      |      | Polònia        | 693 unitats   |       |
| SKOT          | Transport blindat de personal      |      | Polònia        | 110 unitats   |       |
| Coguar        | transport blindat de personal MRAP |      | Estats Units   | 40 unitats    |       |
| M-113 i M-577 | transport blindat de personal      |      | Estats Units   | 60 unitats    |       |
| BWR-1         | vehicle blindat de reconeixement   |      | Unió Soviètica | 68 unitats    |       |
| MT-LB         | transport blindat multipropòsit    |      | Unió Soviètica | 580 unitats   |       |
| BRDM-2        | vehicle blindat de reconeixement   |      | Unió Soviètica | 340 unitats   |       |
| Oshkosh M-ATV | vehicle blindat MRAP               |      | Estats Units   | 30 unitats    |       |
| Humvee        | Vehicle tot terreny                |      | Estats Units   | 220 unitats   |       |
| WZT-3         | Vehicle blindat de recuperació     |      | Polònia        | 29 unitats    |       |
| WZT-2         | Vehicle blindat de recuperació     |      | Polònia        | 250 unitats.  |       |
| WZT-1         | Vehicle blindat de recuperació     |      | Polònia        | 50 unitats.   |       |

### Artilleria i defensa antiaèria
| Tipus           | Classe                        | Foto | País           | Versions    | Notes |
| --------------- | ----------------------------- | ---- | -------------- | ----------- | ----- |
| AHS Krab        | artilleria autopropulsada     |      | Polònia        | 8 unitats   |       |
| vz. 1977 Dana   | artilleria autopropulsada     |      | Txèquia        | 111 unitats |       |
| 2S1 Goździk     | artilleria autopropulsada     |      | Unió Soviètica | 534 unitats |       |
| BM-21           | artilleria de coets           |      | Unió Soviètica | 219 unitats |       |
| RM-70           | artilleria de coets           |      | Txèquia        | 30 unitats  |       |
| R-40 Langusta   | artilleria de coets           |      | Polònia        | 75 unitats  |       |
| ZU-23-2         | canó automàtic antiaèria      |      | Unió Soviètica | 400 unitats |       |
| 9K33 Ossa       | defensa antiaèria             |      | Unió Soviètica | 64 unitats  |       |
| 2K12 Kub        | defensa antiaèria             |      | Unió Soviètica | 120 unitats |       |
| 9K35 Strieła-10 | defensa antiaèria             |      | Unió Soviètica | 30 unitats  |       |
| PZA Loara       | defensa antiaèria             |      | Polònia        | 2 unitats   |       |
| GROM            | míssil portàtil de curt abast |      | Polònia        | 350 unitats |       |

### Helicòpters
| Tipus     | Classe                   | Foto | País           | En servei | Notes |
| --------- | ------------------------ | ---- | -------------- | --------- | ----- |
| Mil Mi-24 | helicòpter d'atac        |      | Unió Soviètica | 32        |       |
| W-3 Sokół | helicòpter multipropòsit |      | Polònia        | 39        |       |
| Mil Mi-2  | helicòpter multipropòsit |      | Polònia        | 48        |       |
| Mil Mi-8  | helicòpter de transport  |      | Unió Soviètica | 26        |       |
| Mil Mi-17 | helicòpter de transport  |      | Unió Soviètica | 12        |       |

### Material antitancs
| Tipus         | Classe                           | Foto | País           | Versions | Notes |
| ------------- | -------------------------------- | ---- | -------------- | -------- | ----- |
| Spike         | Míssil antitancs                 |      | Israel         |          |       |
| 9M113 Konkurs | míssil antitancs guiat per cable |      | Unió Soviètica |          |       |
| 9M115 Metis   | míssil antitancs guiat per cable |      | Unió Soviètica |          |       |
| 9M111 Fagot   | míssil antitancs guiat per cable |      | Unió Soviètica |          |       |